# Veronica Nnaji
Veronica Ogechi Nnaji (nascida em 10 de janeiro de 1940) foi uma enfermeira e política nigeriana. Em 1979, ela foi uma do primeiro grupo de três mulheres a ocupar seus lugares na Câmara dos Representantes.
Nas eleições parlamentares de 1979, Nnaji foi uma candidata do Partido do Povo Nigeriano em Isu e foi eleita para a Câmara dos Representantes. Ao lado de Abiola Babatope e Justina Eze, ela foi uma das três primeiras mulheres eleitas para o Parlamento para ocupar os seus lugares (Esther Soyannwo havia sido eleita em 1964, mas não ocupou o seu lugar). Ela serviu no parlamento até 1983.